# Odin Bailey
Odin Ohray Bailey (Birmingham, 28 febbraio 1999) è un calciatore inglese, centrocampista dello Stockport County.

## Carriera

### Club
Cresciuto nel settore giovanile del Birmingham City, ha esordito in prima squadra il 6 agosto 2019 disputando l'incontro di EFL Cup perso 3-0 contro il Portsmouth. Dopo complessive 6 presenze ed una rete nella seconda divisione inglese, intervallate anche da vari periodi in prestito nella quarta e nella sesta divisione inglese, nella stagione 2021-2022 ha giocato nella massima serie scozzese con il Livingston.

### Nazionale
Nel 2014 ha giocato una partita con la nazionale inglese Under-16.

## Statistiche

### Presenze e reti nei club
Statistiche aggiornate al 10 aprile 2022.
| Stagione            | Squadra         | Campionato      | Campionato | Campionato | Coppe nazionali | Coppe nazionali | Coppe nazionali | Coppe continentali | Coppe continentali | Coppe continentali | Altre coppe | Altre coppe | Altre coppe | Totale | Totale |
| Stagione            | Squadra         | Comp            | Pres       | Reti       | Comp            | Pres            | Reti            | Comp               | Pres               | Reti               | Comp        | Pres        | Reti        | Pres   | Reti   |
| ------------------- | --------------- | --------------- | ---------- | ---------- | --------------- | --------------- | --------------- | ------------------ | ------------------ | ------------------ | ----------- | ----------- | ----------- | ------ | ------ |
| nov. 2018-gen. 2019 | Gloucester City | NLS             | 12         | 2          | FACup           | -               | -               |                    | -                  | -                  | FAT         | -           | -           | 12     | 2      |
| 2019-gen. 2020      | Birmingham City | FLC             | 6          | 1          | FACup+CdL       | 0+1             | 0               |                    | -                  | -                  |             | -           | -           | 7      | 1      |
| gen.-mag. 2020      | Forest Green    | FL2             | 5          | 1          | FACup+CdL       | -               | -               |                    | -                  | -                  | FLT         | -           | -           | 5      | 1      |
| set. 2020           | Birmingham City | FLC             | 0          | 0          | FACup+CdL       | 0+1             | 0               |                    | -                  | -                  |             | -           | -           | 1      | 0      |
| ott. 2020-2021      | Forest Green    | FL2             | 34+2       | 3+0        | FACup+CdL       | 1+0             | -               |                    | -                  | -                  | FLT         | 1           | 0           | 38     | 3      |
| 2021-2022           | Livingston      | SP              | 26         | 3          | CS+CdL          | 2+2             | 0               |                    | -                  | -                  |             | -           | -           | 30     | 3      |
| Totale carriera     | Totale carriera | Totale carriera | 85         | 10         |                 | 7               | 0               |                    | -                  | -                  |             | 1           | 0           | 93     | 10     |

## Palmarès

### Club

#### Competizioni nazionali
- Campionato inglese di quarta divisione: 1

Stockport County: 2023-2024